# Elston
Elston – wieś i civil parish w Anglii, w hrabstwie Nottinghamshire, w dystrykcie Newark and Sherwood. Leży 20 km na północny wschód od miasta Nottingham i 176 km na północ od Londynu. W 2011 roku civil parish liczyła 631 mieszkańców. Elston jest wspomniana w Domesday Book (1086) jako Eluestun(e).